# Kirtsjevo
Kirtsjevo of Kirchevo (Bulgaars: Кирчево) is een dorp in de Bulgaarse gemeente Oegartsjin, oblast Lovetsj. Het dorp ligt hemelsbreed 32 km ten zuidwesten van Lovetsj en 90 km ten noordoosten van Sofia.

## Bevolking
Op 31 december 2020 telde het dorp Kirtsjevo 1.130 inwoners. Het aantal inwoners vertoont een langzaam maar geleidelijk dalende trend: in 1985 woonden er nog 1.368 personen in het dorp
| Bevolkingsontwikkeling tussen 1934 en 2020          |
| --------------------------------------------------- |
|                                                     |
| Bron: Nationaal Statistisch Instituut van Bulgarije |

Het dorp wordt nagenoeg uitsluitend bewoond door etnische Bulgaren. In de optionele volkstelling van 2011 identificeerden 956 van de 1004 ondervraagden zichzelf als etnische Bulgaren - oftewel 95,2% van alle ondervraagden. De overige ondervraagden waren vooral etnische Roma.
| Etnische samenstelling van de respondenten (2011) | Etnische samenstelling van de respondenten (2011) | Etnische samenstelling van de respondenten (2011) | Etnische samenstelling van de respondenten (2011) | Etnische samenstelling van de respondenten (2011) |
| ------------------------------------------------- | ------------------------------------------------- | ------------------------------------------------- | ------------------------------------------------- | ------------------------------------------------- |
|                                                   |                                                   |                                                   |                                                   |                                                   |
| Bulgaren                                          | Bulgaren                                          |                                                   | 95,2%                                             | 95,2%                                             |
| Turken                                            | Turken                                            |                                                   | 0,0%                                              | 0,0%                                              |
| Roma                                              | Roma                                              |                                                   | 3,7%                                              | 3,7%                                              |
| Anders/Onbekend                                   | Anders/Onbekend                                   |                                                   | 1,1%                                              | 1,1%                                              |